# Distretto di Kita-Katsushika
Il distretto di Kita-Katsushika (北葛飾郡, Kita-Katsushika-gun?) è uno dei distretti della prefettura di Saitama, in Giappone.
Attualmente fanno parte del distretto i comuni di Matsubushi e Sugito.